# Geoffrey Meyer
Geoffrey Meyer est un joueur français de volley-ball né le 4 mars 1987 à Cambrai (Nord). Il mesure 1,88 m et joue réceptionneur-attaquant.

## Clubs
| Club                | Pays   | De        | À         |
| ------------------- | ------ | --------- | --------- |
| Cambrai Volley-Ball | France | 2003-2004 | 2005-2006 |
| FL Saint-Quentin VB | France | 2006-2007 | 2007-2008 |
| Cambrai Volley-Ball | France | 2008-2009 | 2010-2011 |
| Nice Volley-Ball    | France | 2011-2012 | 2011-2012 |
| Cambrai Volley-Ball | France | 2012-2013 | …         |